# Björn Widmark
Björn Wilhelm Widmark, född den 30 juni 1947 i Sankt Peters klosters församling i Lund, är en svensk militär.

## Biografi
Widmark avlade officersexamen vid Krigsskolan 1970 och utnämndes samma år till officer i armén. Han befordrades till kapten vid Hallands regemente 1973 och deltog i FN-insatser på Cypern 1975 och i Mellanöstern 1977–1978. han befordrades till major 1981 och tjänstgjorde i Operationsledningen i Försvarsstaben 1984–1987. Han befordrades till överstelöjtnant 1987 och var bataljonschef vid Lapplands jägarregemente 1987–1989. Åren 1989–1993 tjänstgjorde han vid Operationsledningen i staben i Södra militärområdet. Han befordrades 1993 till överste och var 1994–1997 chef för Lapplandsbrigaden. År 1999 befordrades han till överste av första graden 1999–2003 försvarsattaché vid ambassaden i Moskva. Under sitt förordnande i Moskva befordrades han till brigadgeneral för att graden bättre motsvara övriga länders attachéers grad. Han var adjutant hos Hans Majestät Konungen 1985–1999.